# Selekt des Nürnberger Patriziats
Der Selekt des Nürnberger Patriziats ist eine 1799 gegründete Interessensgemeinschaft der Nürnberger Patrizier.

## Hintergründe

### Geschichte
Bereits im Lauf des Dreißigjährigen Kriegs versuchte der „Innere Rat“, die im  Banco Publico deponierten Gelder der Nürnberger Kaufmannschaft als Zwangsanleihen zu beschlagnahmen. Diese Maßnahme forderte den massiven Protest der Großkaufleute heraus, die im Handelsvorstand organisiert waren. Sie zwangen den Rat, die bereits entnommenen Gelder zurückzuzahlen. Da die seit 1603 vom Rat eingesetzten Marktvorsteher, die seitens der Kaufmannschaft im Bancoamt die Banco Publico beaufsichtigten, die Absichten des Rats nicht verhindern konnten, bildeten die Kaufleute 1635 einen unabhängigen Ausschuss, aus dem der Rat die zwölf Marktadjunkten auswählen konnte. Diese Marktadjunkten (wegen der Anzahl auch ‚Zwölfer’ genannt) wurden den Marktvorstehern beigeordnet und hatten Recht auf Büchereinsicht und übten somit die Bankaufsicht aus. Aus diesem Kollegium sollten sich zukünftig auch die ehrenamtlichen Marktvorsteher rekrutieren.

### Grundvertrag
Nach dem Dreißigjährigen Krieg, also im 17. und dem frühen 18. Jahrhundert ging die Nürnberger Handels- und Kaufmannschaft gegen die Alleinherrschaft des Patriziats vor.
Die Kaufleute und Marktvorsteher ergriffen 1785, ausgelöst durch eine Extrasteuer, erneut die Initiative und brachten 1786 die „Genannten des Größeren Rates“ hinter sich. Sie überreichten Kaiser Joseph am 24. April 1786 ein von 112 Nürnberger Genannten unterzeichnetes Bittschreiben (eine sog. Supplik), in dem vor allem auf den drohenden Staatsbankrott und die Anmaßungen der Ratsoligarchie hingewiesen wurde. (Der Vorderste Losunger (Verwalter der städtischen Steuern) Paul Albrecht Rieter von Kornburg hatte die Missstände bereits Ende des 17. Jahrhunderts im Inneren Rat angeprangert, war aber am Widerstand des Rates gescheitert).
Es folgte eine von Julius Friedrich von Malblanc ausgearbeitete förmliche Klage. Die Klage wurde zwar abgewiesen, aber die Opposition hatte sich formiert. Da die Finanzsituation des Losungamts (Steueramt) trotz verschiedener Maßnahmen, unter anderem auch durch umfangreiche Kreditkündigungen, immer problematischer wurde, konnte 1792 die Einsetzung einer 'Ökonomieverbesserungsdeputation' und 1793 eines 'Ökonomieverbesserungs- und Rechnungs-Revisions-Kollegiums' durchgesetzt werden. Es wurde der Entwurf einer Neugestaltung der Stadtverfassung erarbeitet, auf dessen Grundlage am 13. Februar 1794 der Grundsatzvertrag unterzeichnet wurde.
Der Grundvertrag regelte die Stellung des Inneren Rats und des Genanntenkollegiums, das nun als eigene Institution anerkannt war, sowie des Rechnungs-Revisions-Kollegiums neu. Dem auf eine Mitgliederzahl von 250 festgesetzten Genanntenkollegium sollten 70 Patrizier, 20 Gelehrte, 20 Reichsstädtische Beamte, 70 Handwerker und 70 Kaufleute angehören. Das Genanntenkollegium, das sich nun unter Führung der Kaufleute eine eigene Verwaltung schaffte, hatte das Mitspracherecht bei allen Steuerangelegenheiten, bei Staatsverträgen, Veräußerungen des Staatsvermögens und der Aufnahme von Krediten. Zur Geschäftsführung wurde ein 17-köpfiger 'Engerer Ausschuss' gebildet, dem wiederum sieben Patrizier, vier Marktvorsteher, ein bürgerlicher Konsulent (Berater), zwei Kaufleute und drei Handwerksmeister angehörten. Das Gremium konnte nun selbst entscheiden, wann es zusammentrat. Alle seine Beschlüsse mussten vom Inneren Rat ratifiziert werden.
Dies sowie unklare Kompetenzabgrenzungen zwischen den drei Institutionen, die nun das Stadtregiment ausübten, verhinderten weitgehend Veränderungen. Sie blockierten sich gegenseitig.

### Kaiserliche Subdelegationskommission
Nach den Wirren des „Eierkuchenaufstandes“ und der ersten Koalitionskriege unternahm das Patriziat 1797 den Versuch, mit Hilfe einer Kaiserlichen Subdelegationskommission, die als Oberregierung fungieren sollte, zur alten Stadtverfassung zurückzukehren. Nach anfänglichem Widerstand stimmte das Genanntenkollegium am 6. April 1797 der Berufung einer Subdelegationskommission zu, die stärkere Eingriffe in die schwerfällige Ämterorganisation der Reichsstadt ermöglichte.
Bereits am 7. Dezember 1797 wurden die reichsstädtischen Beamten ihres Eides auf den Rat entbunden und auf die Kaiserliche Subdelegationskommission vereidigt.
Der Rat war nur noch in der Außenpolitik autark. Aufgrund von Entscheidungen des eingesetzten Reichshofrats wurde die Ämterorganisation grundlegend neu gestaltet und die meisten Deputationen aufgehoben. Die drei wichtigsten Behörden Losungamt, Landpflegamt und Kriegsamt wurden aufgelöst, Sonderverwaltungen von Grundherrschaften zusammengelegt und die Verwaltungsorganisation vereinfacht. Bis 1805 entstanden mit der Rentkammer, dem Territorialamt, dem Fraisch- und Frevelamt und Polizeidepartement neue Zentralbehörden und auch die Gerichtsorganisation wurde vereinfacht.
Die Umsetzung der Entscheidungen, geprägt durch Auseinandersetzung von Rat und Genanntenkollegium, gestaltete sich allerdings als langwieriger Prozess. Ein Dekret der Kaiserlichen Subdelegationskommission legte am 30. September 1805 eine Neugestaltung der Zusammensetzung des Rats fest. Die 35 Senatoren des neuen Rates sollten von siebenundzwanzig Patriziern und acht Bürgern gestellt werden. Die drei Ratsdirektoren sollten den Vorsitz in viermonatigem Wechsel führen. Aufgrund der unsicheren außenpolitischen Situation verzögerte sich vieles, zumal Nürnberg seit März 1806 erneut französisch besetzt war. Die Rheinbundakte vom 12. Juli 1806 sah dann die Übergabe Nürnbergs an die Wittelsbacher vor, doch erst am 8. September 1806 reiste die Kaiserliche Subdelegationskommission ab. Am 15. September 1806 übernahm der Graf Friedrich Karl von Thürheim Nürnberg von dem französischen Beauftragten Joseph Mathias Fririon.

## Selekt des Nürnberger Patriziats
Angesichts der Vorgeschichte, der Aufgaben und Bestrebungen der Kaiserlichen Subdelegationskommission und der unsicheren Zukunftsaussichten war das Nürnberger Patriziat ab 1797 bestrebt, seine eigenen Interessen zu wahren. Ihm ging es um die Wahrung des Standes, um das Kapital, das die patrizischen Familien und ihre Stiftungen der Stadt geliehen hatten, um ihren umfangreichen Grundbesitz, um die Verhinderung eventueller Benachteiligungen bei der Einführung neuer Steuersätze und um ihre eigenherrschaftlichen Rechte sowie die Jurisdiktion.
Um ebendiese Interessen zu wahren, schlossen sich die ehemals alleinregierenden Familien zum Selekt des Nürnberger Patriziats zusammen.
Christoph Wilhelm Friedrich Stromer von Reichenbach, der Assessor am Stadt- und Ehegericht, gab den Anstoß zur Errichtung des Selekts. Zunächst schwebte ihm eine rein juristische Vertretung in Form eines Patrons des Patriziats vor, wofür sich aber keine geeignete Person fand. Aus diesem Grund entschied man sich 1799, drei Patrizier mit einem guten juristischen Hintergrundwissen per Urkunde als Interessenvertreter zu benennen. Der Selekt des Nürnberger Patriziats wurde damit ins Leben gerufen.
Die ersten Vertreter des Selekt:
- Christoph Wilhelm Friedrich Stromer von Reichenbach, Assessor am Stadt- und Ehegericht
- Johann Christoph Sigmund Kreß von Kressenstein, Losungsrat
- Martin Carl Wilhelm von Wölckern, Pfleger des Landalmosenamts

Christoph Karl Sigmund Holzschuher von Harrlach (1777–1861) wurde 1800 als der erste Patron des Selekts benannt. Alle männlichen Angehörigen des Patriziats, die entweder 24 Jahre alt, verheiratet waren oder ein Amt bekleideten, waren stimmberechtigt für den Selekt. Ab 1803 bestand er aus sieben gewählten Mitgliedern. Schon 1806 wurde die Anzahl wieder auf drei reduziert. Von Anfang an vertrat der Selekt vor allem das Anliegen der patrizischen Familienstiftungen gegenüber der Subdelegationskommission, ein Anliegen, das sich im Kampf gegen die Bestimmungen des bayerischen Fideikommissedikts von 1808 fortsetzte und seitdem ausschließlich auf die Familienstiftungen ausgerichtet blieb.
Der Selekt hat die Koalitionskriege, den Übergang Nürnbergs an Bayern, die Revolution von 1848 sowie die einschneidenden Umbrüche von 1918 und 1945 überdauert und besteht noch heute als Vereinigung der ehemaligen Patrizierfamilien.